# Tossal del Clotet (Benés)
El Tossal del Clot, és un turó de 2.385 metres d'altitud situat al límit dels termes de Sarroca de Bellera, a l'antic terme de Benés, de l'Alta Ribagorça i del Pont de Suert, a l'Alta Ribagorça, dins de l'antic terme de Malpàs.
És, per tant, una muntanya ribagorçana, tot i que ha estat inclosa administrativament en el Pallars Jussà. És a la part nord-occidental del terme de Sarroca de Bellera i a llevant del del Pont de Suert, al nord-est del poble d'Erta, que ja pertany al Pont de Suert. Es troba també al nord-oest del Mesull i de Manyanet, tots dos pertanyents a Benés.
El Tossal del Clotet és al nord-est del Tossal de Sarviscué, i és l'extrem sud-oest de la Serra del Clotet.